# Calohypsibiidae
Calohypsibiidae  (лат.) — семейство тихоходок из надсемейства Hypsibioidea класса Eutardigrada.

## Описание
Тихоходки-эутардиграды без цефалических папилл. На голове может присутствовать парный эллиптический орган. Диплокоготки каждой ноги асимметрично расположены относительно срединной плоскости ноги (условно описано как: 2121). Стандартные диплоклавы типа Calohypsibius имеют жестко соединенные друг с другом первичные и вторичные ветви с хорошо заметным швом, выходящим из основания коготка; поэтому базальная часть коготков широкая и обрубленная, без узкого стебля. Два коготка каждой ноги сходны по форме и размеру. Вторичные ветви могут быть более или менее редуцированы или отсутствовать (простые коготки). В некоторых родах задние лапки могут иметь только один коготь или быть редуцированными и без когтей.

## Классификация
Семейство было впервые выделено в 1969 году итальянским биологом Giovanni Pilato на основании типового рода Calohypsibius Thulin, 1928. В 2014 и 2019 годах состав семейства был изменён и часть родов были перенесены в другие семейства, сначала в Isohypsibiidae, а затем в отдельное Hexapodibiidae из надсемейства Isohypsibioidea Marley, McInnes & Sands, 2011.
- Надсемейство Hypsibioidea Pilato, 1969
  - Семейство Calohypsibiidae Pilato, 1969
    - Род Calohypsibius Thulin, 1928[12]
    - Род Haplohexapodibius Pilato & Beasley, 1987[13] (→Isohypsibiidae →Hexapodibiidae)
    - Род Haplomacrobiotus May, 1948 (→Isohypsibiidae →Hexapodibiidae)
    - Род Hexapodibius Pilato, 1969 (→Isohypsibiidae →Hexapodibiidae)
    - Род Parhexapodibius Pilato, 1969 (→Isohypsibiidae →Hexapodibiidae)